# Haplochromis eduardianus
Espèce
Statut de conservation UICN

 LC  : Préoccupation mineure
Synonymes
- Schubotzia eduardiana Boulenger, 1914

Haplochromis eduardianus est une espèce de poissons de la famille des Cichlidés. Cette espèce est présente dans le lac Édouard, le Lac George et le canal de Kazinga en Ouganda.